# فرنسيس الكسندر
فرنسيس الكسندر (بالإنجليزية: Francis Alexander)‏ هو رسام أمريكي، ولد في 3 فبراير 1800 في كيلينغلاي في الولايات المتحدة، وتوفي في 27 مارس 1880 في فلورنسا في إيطاليا.